# Triangelspår

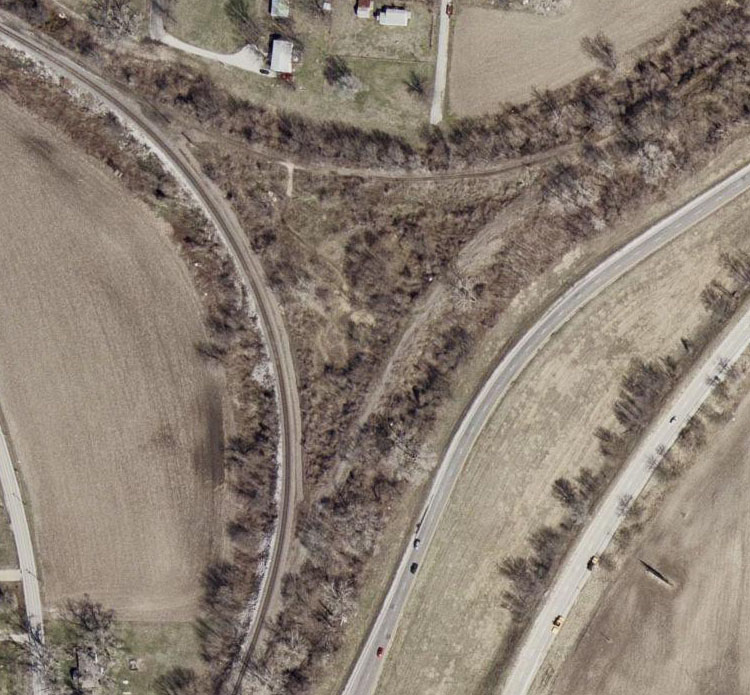
Flygbild taget av ett triangelspår

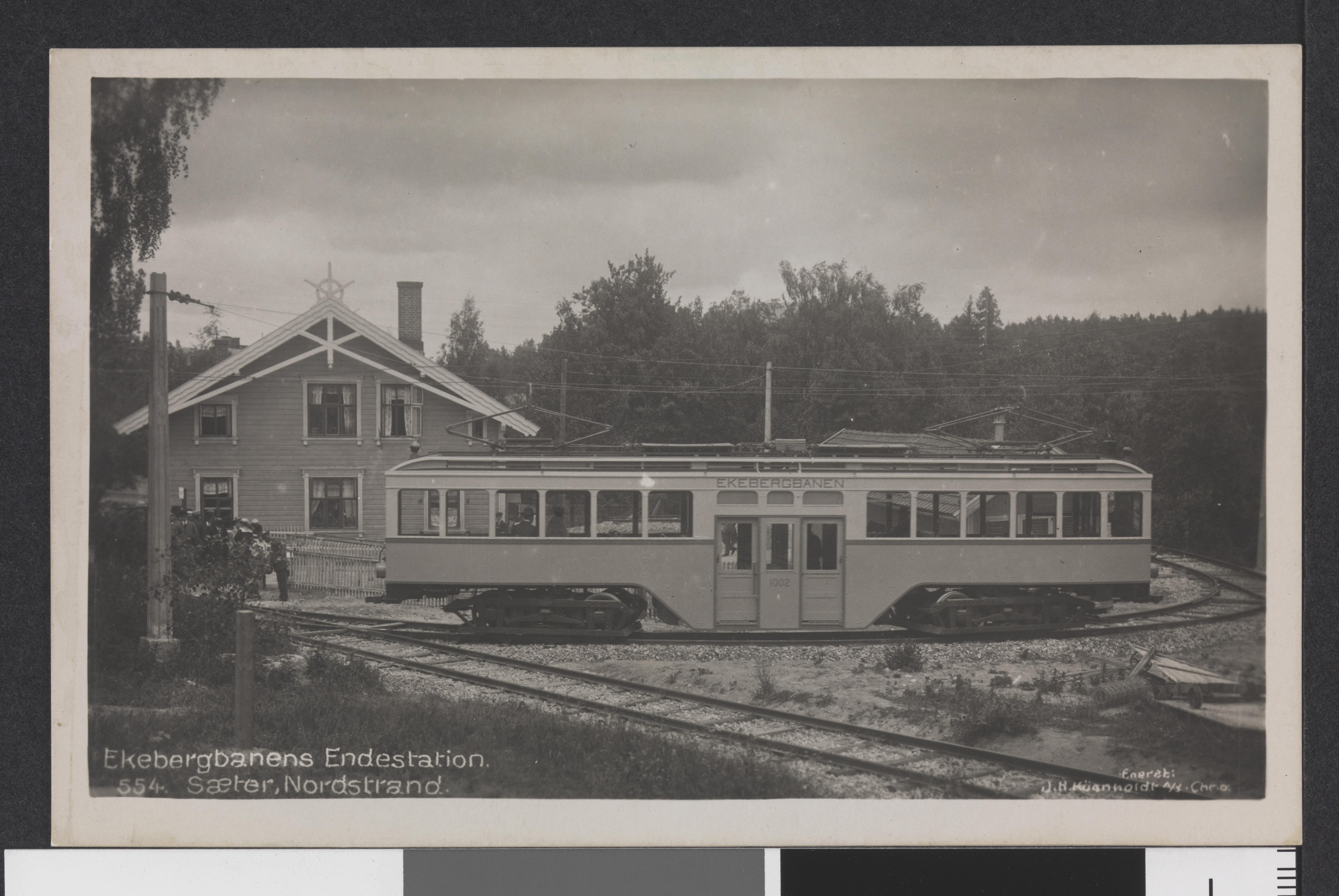
Triangelspår for vändning på Sæter, Oslo.

Triangelspår är inom järnvägstrafiksteknologin ett triangelformat spår där varje spets har en växel. Triangelspår kan vända hela tåg. Den vanligaste konstruktionen är dock ett sidospår längs huvudbanan så att man kan komma till sidospåret utan att byta riktning i förhållande till huvudbanan.

## Att vända tåg
Vändning av hela tåg kan ske på triangelspår. För loktåg kan vändning ske på dubbelspår eller mötesspår genom att loket placeras i andra änden. Om ett motorvagnståg går en oplanerad väg på grund av ett problem längs banan, kan tåget hamna i fel riktning. Då vill man vända det rätt för att vagnsnummer ska stämma för passagerarna.
Tågen i Helsingfors metro vänds (till exempel i triangelsvängen) så att hjulpar och axlar nöts jämnt.
Enskilda lok och vagnar kan vändas på vändskiva, men tåg bestående av flera fordon ryms vanligtvis inte på en vändskiva.

## Triangelspår i Finland
- Kervo
- Kontiomäki (officiellt Kontiomäki omkörningsspår, men är konstruerat som ett triangelspår)
- Kouvola
- Lahtis
- Murtomäki
- Pieksämäki
- Siilinjärvi (två triangelspår Siilinjärvi station samt Siilinjärvi Kemira)
- Tammerfors
- Torneå
- Tuomioja (i Siikajoki kommun)
- Varkaus
- Vuokatti

- Botby, i Helsingfors metro

## Triangelspår i Sverige
I Sverige finns det ganska många triangelspår, och ännu fler förr, på grund av Antikustprincipen. Järnvägarna undvek kusten och vissa andra större städer också, och man byggde sidobanor dit.
De skånska ångspårvägarna hade vanligtvis triangelspår för att kunna vända sina ångvagnar. Exempel är Gärds Härads järnväg, där man hade triangelspår i Karpalund, Skepparslöv, Tollarp, Everöd, Degeberga och Åhus.

### Järnväg
- Bastuträsk
- Frövi/Vanneboda
- Gällivare
- Gävle
- Göteborg (tre stycken)
- Hallsberg (söderut, ovanlig typ. Sidolinjen delar sig men möts igen mellan anslutningarna. Man vill nå godsbangården som ligger mellan anslutningarna.)
- Karlshamn
- Katrineholm
- Kattarp
- Kiruna
- Kristianstad
- Kolbäck
- Laxå
- Malmö (tre stycken)
- Månsarp/Torsvik[1]
- Norrköping (Åby, sedan 2021)
- Nykroppa
- Nyfors (Älvsbyn)
- Osby
- Råtsi utanför Kiruna
- Stockholm/Solna/Karlberg
- Stockaryd
- Storuman (öppnas 2021)[2]
- Sundsvall (Bergsåker, sedan 2021)[3]
- Söderhamn
- Torup
- Vännäs
- Västervik
- Ånge
- Öxnered

### Järnväg, borttagna
- Dannemora (borttaget)
- Degeberga (borttaget)
- Everöd (två stycken, borttagna)
- Finspång (borttagna, smalspår)
- Färjestaden (borttaget)
- Helsingborg (vid Triangeln, borttaget, smalspår)
- Karlstads östra station (borttaget)
- Karungi (borttaget)
- Karpalund (borttaget)
- Lessebo (borttaget, smalspår)
- Lindfors (borttaget, smalspår)
- Mellerud (borttaget)
- Mora-Noret (borttaget)
- Norrköping (borttaget)
- Simrishamn (borttaget)
- Skepparslöv (borttaget)
- Sundsvall (borttaget)
- Tollarp (borttaget)
- Åhus (borttaget)

### Tunnelbanor
- I Stockholms tunnelbana finns ett triangelspår som förbinder Nybodadepån med trafikspåren på Röda linjen. Banan ansluter i Liljeholmen och Aspudden.

### Spårväg
- I Göteborgs spårvägsnät finns många. 
  - Triangelspår med spår åt tre håll är:
    - Annedalskyrkan
    - Centralstationen
    - Hagakyrkan
    - Godhemsgatan
    - Järntorget
    - Mariaplan
    - Marklandsgatan
    - Munkebäckstorget
    - Stigbergstorget
    - Ullevi norra
    - Valand

  - Det finns fyr- och femvägskorsningar som innehåller triangelspår:
    - Brunnsparken
    - Korsvägen
    - Vasaplatsen

  - Vidare finns det triangelmöjligheter, eller andra vändmöjlighetar vid vagnhallarna:
    - Vagnhallen Gårda
    - Gårdahallen
    - Vagnhallen Majorna
- I Norrköpings spårvägsnät finns triangelspår vid:
  - Centralbadet
  - Hagaskolan
  - Rådhuset
  - Södertull
- I Stockholm finns inga triangelspår på spårvägarna och de tre spårvägsnäten (Tvärbanan/Nockebybanan, Lidingöbanan och Spårväg City) förgrenar sig inte och saknar förbindelse med varandra.

## Triangelspår i Danmark
- Fredericia
- Köpenhamn, Sydhavn
- Köpenhamn, Ryparken på S-banen

## Triangelspår i Norge
- Kristiansand (Via Suldal og Dalane)
- Oslo (Via Lodalen og Loenga)
- Sarpsborg stasjon
- Hafslund ved Sarpsborg (Via Østre linje)
- Stavne/Marienborg (strax söder om Trondheim)
- Narvik (via verkstedområdet og Fagernes-sporet)